# Serradomarmanakin
Serradomarmanakin (Neopelma chrysolophum) är en fågel i familjen manakiner inom ordningen tättingar.

## Utseende och läte
Serradomarmanakinen är en rätt oansenligt färgad manakin som påminner om en tyrann. Fjäderdräkten är mestadels olivgrön, med gul hjässa och ljusare haka. Sången består av en serie med vassa toner följt av några längre, återgiven som "chip, chip, dree-zee-zee, zéw".

## Levnadssätt
Serradomarmanakin hittas i kanter av fuktiga skogar och i ungskog med inslag av bambu. Den undviker skogens inre.

## Utbredning och systematik
Fågeln förekommer i sydöstra Brasilien (södra Minas Gerais, Rio de Janeiro och östra São Paulo). Den behandlas som monotypisk, det vill säga att den inte delas in i några underarter.

## Status och hot
Arten har ett stort utbredningsområde, men tros minska i antal, dock inte tillräckligt kraftigt för att den ska betraktas som hotad. Internationella naturvårdsunionen IUCN listar arten som livskraftig (LC).

## Namn
Serra do Mar är ett bergsområde i sydöstra Brasilien.